# Emile de la Fuente
Emile Jacques de la Fuente (Paramaribo, 28 december 1898 - aldaar, 26 februari 1977) was een Surinaams ondernemer en politicus.
Zijn voorouders waren Sefardische Joden die uit Spanje naar Nederland waren gevlucht. Zijn grootvader kwam als Nederlands militair naar Suriname en werd daar ondernemer en diens zoon Samuel Abraham de la Fuente was bioskoopeigenaar in Paramaribo. In navolging van die vader was E.J. de la Fuente aan het begin van zijn loopbaan ook betrokken bij het vertonen van films maar hij hield zich ook bezig met de verhuur daarvan en beperkte zich niet tot Suriname maar was daarmee ook actief in het Caribisch gebied waarvoor hij zeven jaar daar veel aan het reizen was. In 1930 begon de intussen met Tilly Fernandes getrouwde De la Fuente een klein hotel wat later zou uitgroeien tot het Palace Hotel aan het Gouvernementsplein (thans Onafhankelijkheidsplein). Ze zouden één kind krijgen, Harold, die in 1948 bij een vliegtuigongeluk in Puerto Rico om het leven kwam. Met de komst van de Amerikanen vanaf 1939 vanwege het militaire belang van aluminium voor de vliegtuigindustrie gingen de zaken goed voor hem en hij kwam daarnaast als eigenaar/huurder aan de leiding te staan van vier bioscopen (Bellevue, Star, Tower en Luxor). Daarnaast was hij politiek actief. Zo werd hij in 1946 gekozen in de Staten van Suriname. In 1949 werd hij bij de eerste algemene verkiezingen voor de Nationale Partij Suriname (NPS) herkozen. Na een conflict binnen die partij (zie Hospitaalkwestie) behoorde hij in 1950 tot de 8 van de 13 NPS-Statenleden die die partij verlieten, en kort daarop gaf hij ook zijn zetel op. Het jaar erop keerde hij weer terug in de NPS en werd er zelfs korte tijd partijvoorzitter. Bij de verkiezingen van 1958 werd hij weer gekozen als Statenlid voor die partij. Ook bij de daaropvolgende verkiezingen in maart 1963 werd hij herkozen als NPS-Statenlid. J.S.P. Kraag, tot dan Statenvoorzitter, werd na de formatie benoemd tot minister van Sociale Zaken waarop De la Fuente hem in mei 1963 opvolgde als voorzitter. In januari 1964 stapte hij als voorzitter alweer op, officieel vanwege gezondheidsproblemen maar er zou ook een conflict met premier J.A. Pengel hebben gespeeld. De la Fuente was ook actief betrokken bij andere organisaties. Zo was hij onder meer als voorzitter van de Surinaamse Voetbal Bond (SVB) betrokken bij het in 1953 geopende Suriname Stadion dat later hernoemd werd tot het 'André Kamperveenstadion' en speelde hij een belangrijke rol bij de oplossing van het langdurig conflict tussen SVB en de 'Nederlandsch Guyana Voetbal Bond' (NGVB). Verder was hij de opdrachtgever voor de bouw van het Parima-zwembad. Hij bleef tot op latere leeftijd actief als ondernemer en bestuurder. Eind 1972 moest hij zijn functie als president-commissaris van de Surinaamsche Waterleiding Maatschappij (SWM) neerleggen omdat de regering besloten had dat voortaan door de overheid benoemde directieleden en commissarissen als ze 70 worden die functie moeten beëindigen. Hij overleed begin 1977 op 78-jarige leeftijd.